# Bulubadiangan Island
Bulubadiangan (oder auch Bulobadiangan genannt) ist eine sich im Privatbesitz im Nordosten der philippinischen Provinz Iloilo befindende Insel. Sie ist ein Teil des Barangay Polopińa der Stadtgemeinde Concepion.

## Lage und Geographie
Die Insel befindet sich östlich der Insel Panay in der Visayas-See und ist Teil der Inselgruppe Concepcion. Im Norden befindet sich die wesentlich größere Insel Igbon Island, welche sich 800 Meter entfernt befindet. Zur Insel Pan de Azucar sind es weiter nördlich 3,2 km. Der höchste Punkt der Insel liegt auf 67 m über dem Meeresspiegel.
Zur Insel Danao-Danao Island im Westen besteht eine Verbindung über ein kleines Riff. Auch wenn sich die Insel im Privatbesitz befindet, ist sie politisch Teil des Barangay Polopińa.

## Sehenswürdigkeiten
Die Hauptattraktion der Insel ist die die 200 m lange Sandbank, welche bei Ebbe aus dem Wasser auftaucht. Sie ist eine beliebte Attraktion für Touristen, welche Concepcion besuchen.